# Пашин Леонід Миколайович
Леонід Миколайович Пашин (народився 30 березня 1925 — помер 7 серпня 2004) — український диригент, Заслужений артист України.

## До життєпису
Фронтовик.
Заснував у 1951 році при фабриці первинної обробки вовни хор «Десна» та незмінно керував ним упродовж 25 років. Під його керівництвом хор здобув звання «заслужений народний».
Викладав у Чернігівському музичному училищі імені Л. М. Ревуцького. 
Учитель Василя Нечепи — кобзаря, лірника, народного співака, лауреата Державної премії імені Тараса Шевченка, народного артиста України.

## Громадська діяльність
Був членом Всеукраїнського хорового товариства імені М. Леонтовича.

## Пам'ять
1 вересня 2011 у Чернігові по вулиці Щорса, 2 секретар Чернігівської міської ради Олег Шеремет та лауреат Національної премії України імені Т. Г. Шевченка, Народний артист України Василь Нечепа урочисто відкрили меморіальну дошку Леоніду Пашину. Автор пам'ятної дошки — скульптор, Заслужений художник України, доктор мистецтвознавства, професор Михайло Белень.
Розпорядженням Чернігівського міського голови від 19 лютого 2016 року № 54-р «Про перейменування вулиць міста» вулиця Олександра Беспалова (Героя Радянського Союзу) перейменована на вулицю Леоніда Пашина. До 2007-ця вулиця в мікрорайоні Стара Подусівка називалася провулком Спортивним.